# Alleyrat (Creuse)
Alleyrat è un comune francese di 152 abitanti situato nel dipartimento della Creuse nella regione della Nuova Aquitania.

## Società

### Evoluzione demografica
Abitanti censiti